# 大都會藝術博物館慈善晚宴
大都會藝術博物館慈善晚宴（英語：Costume Institute Gala，簡稱Met Gala、Met Ball）正式名稱為Costume Institute Gala或Costume Institute Benefit ，是為紐約市大都會藝術博物館的Costume Institute舉辦的年度籌款晚會。它被普遍認為是最負盛名的時尚之夜，邀請函備受追捧。來自電影、時尚、音樂、電視、體育和社交媒體等各個領域的名人, 一般受邀參加由美國時尚雜誌《Vogue》組織的慈善晚宴 。
晚會在每年五月的第一個星期一舉行。標誌著服裝學院一年一度的時裝展在曼哈頓上東區開幕。來賓名單包括來自商業、政治和戲劇界的名人。每年的活動都慶祝當年服裝學院展覽的特定主題，展覽為當晚的正式著裝定下了基調，因為預計客人將擔任策展人他們的時尚，主要是高級時裝，以配合展覽的主題。美國記者兼《Vogue》主編安娜·溫特自1995年以來一直主持或共同主持Met Gala。

## 历史
Met Gala於1948年由時尚公關人員埃莉諾·蘭伯特( Eleanor Lambert )創立，作為新成立的服裝學院的籌款活動，以紀念其年度展覽的開幕。第一場晚宴是晚宴，門票每張五十美元。在其存在的最初幾十年裡，晚會只是為紐約慈善機構舉辦的眾多年度福利之一。因此，早期晚會的參加者幾乎都是紐約上流社會或城市時尚界的成員。從1948年到1971年，該活動在華爾道夫酒店、中央公園等場所舉行和彩虹室。活動標誌該年度時裝館的時裝展覽開幕。每年的活動會慶祝這一年時裝館展覽的主題，出席活動者當晚的服裝有特別的規定，嘉賓們普遍會穿著符合展覽主題的時裝。每年的活動都會挑選名人擔任活動的名譽主席。
晚會被廣泛認為是世界上最突出和最獨特的社交活動之一。它也是紐約市最大的籌款之夜之一，2013年籌得900萬美元，次年達到創紀錄的1200萬美元。Met Gala是該研究所最顯著的資金來源之一，在 2019 年活動之後，總捐款首次超過 2 億美元。據溫圖爾介紹，該活動的主席於1995年擔任該研究所的主席。此外，Met Gala於5月的第一個星期一舉行。她的嘉賓名單不斷擴大，包括來自時尚、娛樂、商業、體育和政界的全球名人，他們最終將登上《Vogue》雜誌的版面。
1972年，黛安娜·佛里蘭( Diana Vreeland ) 成為服裝學院的顧問後，晚會開始演變成一場更加迷人的盛會，儘管它仍然是針對社會群體的。活動開始以名人為導向，伊麗莎白·泰勒、安迪·沃霍爾、米克·傑格、戴安娜·羅斯、埃爾頓·約翰、麗莎·明奈利、麥當娜和雪兒等參加者與城市的精英混在一起。正是在Vreeland年代，Gala首次在Met舉行，並引入了Gala主題。
自1948年以來，Met Gala每年都連續舉辦，除了2000年、2002年（911事件）和2020年（COVID-19流感）。2020年Met Gala被取消,晚會於2021年恢復，但於當年9月而非5月舉行。

### 2018年
2018年大都會藝術博物館慈善晚宴主題為《Heavenly Bodies: Fashion and the Catholic Imagination》, 嘉賓們的穿著主題與宗教、天主教等等有關。

### 2021年
美國副總統賀錦麗的22歲繼女艾拉（Ella Emhoff）有參與大都會藝術博物館慈善晚宴.

## 晚宴列表
| 晚宴日期             | 晚宴主題                                                                                        | 聯合主席                                                                                    | 榮譽主席                                                 | 贊助                                                     | Notes                       |
| -------------------- | ----------------------------------------------------------------------------------------------- | ------------------------------------------------------------------------------------------- | -------------------------------------------------------- | -------------------------------------------------------- | --------------------------- |
| 1998年12月7日        | 《立體派與時尚》 Cubism and Fashion                                                             | 安娜·溫特、Paula Cussi、繆西婭·普拉達、皮婭·米勒                                            | None                                                     | Prada                                                    |                             |
| 1999年12月6日        | 《搖滾風格》 Rock Style                                                                         | 安娜·溫特、Tommy Hilfiger、艾琳·蘭黛                                                        | None                                                     | Tommy Hilfiger                                           |                             |
| 2001年4月23日        | 《賈桂琳甘迺迪：白宮之夜》 Jacqueline Kennedy: The White House Years                            | 安娜·溫特、Christina 、Annette、Lindsay Owen-Jones、奥斯卡·德拉伦塔、Carolina Herrera       | 卡洛琳·甘迺迪、Edwin Schlossberg                         | L'Oréal Paris                                            |                             |
| 2003年4月28日        | 《經典女神》 Goddess: The Classical Mode                                                        | 安娜·溫特、Tom Ford、妮可·基嫚                                                              | None                                                     | Gucci                                                    |                             |
| 2004年4月26日        | 《危險關係：時尚與家具》 Dangerous Liaisons: Fashion and Furniture in the 18th Century          | None                                                                                        | 第四代羅斯柴爾德男爵雅各布·羅斯柴爾德、傑恩·懷特曼       | None                                                     |                             |
| 2005年5月2日         | 《香奈兒之夜》 The House of Chanel                                                              | 安娜·溫特、卡爾·拉格斐、妮可·基嫚                                                           | 卡露蓮 (漢諾威王妃)、第十二代德文郡公爵佩里格林·卡文迪許 | Burberry                                                 |                             |
| 2006年5月7日         | 《盎格魯之狂：英國時尚的守舊與越界》 AngloMania: Tradition and Transgression in British Fashion | 安娜·溫特、克里斯多福‧貝里、席安娜·米勒                                                     | 蘿絲·瑪麗·巴禾、第十二代德文郡公爵佩里格林·卡文迪許      | Burberry                                                 |                             |
| 2007年5月1日         | 《波列：時尚之王》 Poiret: King of Fashion                                                      | 安娜·溫特、凱特·布蘭琪、尼古拉·蓋斯奇埃爾                                                   | 弗朗索瓦-亨利·皮諾                                       | Balenciaga                                               |                             |
| 2008年5月5日         | 《超級英雄時尚和幻想》 Superheroes: Fashion and Fantasy                                         | 安娜·溫特、喬治·克隆尼、茱莉亞·羅勃茲                                                       | 乔治·阿玛尼                                              | Giorgio Armani                                           |                             |
| 2009年5月4日         | 《繆思：時尚的具象化》 The Model As Muse: Embodying Fashion                                     | 安娜·溫特、凱特·摩絲、賈斯汀·提姆布萊克                                                     | Marc Jacobs                                              | Marc Jacobs                                              |                             |
| 2010年5月3日         | 《美國女性：國民身份的時尚語言》 American Woman: Fashioning a National Identity                 | 安娜·溫特、歐普拉·溫芙蕾、帕特里克·羅賓遜                                                   | 无                                                       | Gap                                                      |                             |
| 2011年5月2日         | 《麥坤之夜：野性美》 Alexander McQueen: Savage Beauty                                           | 安娜·溫特、柯林·佛斯、Stella McCartney                                                      | 弗朗索瓦-亨利·皮诺、莎瑪·海耶克                          | Alexander McQuee                                         |                             |
| 2012年5月7日         | 《不可能的對話》 Schiaparelli and Prada: Impossible Conversations                               | 安娜·溫特、凱莉·墨里根、繆西婭·普拉達                                                       | 杰夫·貝索斯                                              | Amazon.com                                               |                             |
| 2013年5月6日         | 《龐克：混沌到時裝》 Punk: Chaos to Couture                                                     | 安娜·溫特、魯妮·瑪拉、勞倫·聖多明哥、里卡多·提西                                            | 碧昂絲                                                   | Moda Operandi                                            |                             |
| 2014年5月5日         | 《查爾斯詹姆斯：超越時尚》 Charles James: Beyond Fashion                                        | 安娜·溫特、艾琳·蘭黛、布萊德利·庫柏、奧斯卡·德拉倫塔、莎拉·潔西卡·帕克、喬納森·蒂施、Lizzie | None                                                     | Aerin Lauder                                             |                             |
| 2015年5月4日         | 《中國：鏡花水月》 China: Through the Looking Glass                                             | 安娜·溫特、珍妮佛·勞倫斯、鞏俐、梅麗莎·梅爾                                                 | 曹其峰                                                   | Yahoo!                                                   |                             |
| 2016年5月2日         | 《手工 x 機械：時尚科技年代》 Manus x Machina: Fashion in an Age of Technology                  | 安娜·溫特、泰勒絲、伊卓瑞斯·艾巴、乔纳森·艾维                                               | 尼古拉·蓋斯奇埃爾、卡爾·拉格斐、繆西婭·普拉達            | Apple Inc.                                               |                             |
| 2017年5月1日         | 《川久保玲：介乎其中的藝術》 Rei Kawakubo/Comme des Garçons Art of the In-Between               | 安娜·溫特、吉賽兒·邦臣、汤姆·布雷迪、凱蒂·佩芮、菲瑞·威廉斯                                 | 川久保玲                                                 | Apple Inc.、Condé Nast、Farfetch、H&M、瓦伦蒂诺·格拉瓦尼 |                             |
| 2018年5月7日         | 《天賜美體：時尚與天主教意象》 Heavenly Bodies: Fashion and the Catholic Imagination            | 安娜·溫特、艾瑪·阿拉穆丁、蕾哈娜、多納泰拉·范思哲                                           | 史蒂芬·施瓦茨曼和夫人克莉丝汀                            | 史蒂芬·施瓦茨曼和夫人克莉丝汀、Versace                   |                             |
| 2019年5月6日         | 《敢曝：時尚筆記》 Camp: Notes on Fashion                                                       | 安娜·溫特、女神卡卡、哈利·斯泰爾斯、小威廉絲、亞歷山德羅·米凱萊                             | None                                                     | Gucci                                                    |                             |
| 2020年5月4日（取消） | 《關於時間：時尚與雋永》 About Time: Fashion and Duration                                       | 安娜·溫特、梅莉·史翠普、艾瑪·史東、林-曼努爾·米蘭達、尼古拉·蓋斯奇埃爾                      | None                                                     | Louis Vuitton                                            |                             |
| 2021年9月13日        | 《在美國：時尚的詞彙》 In America: A Lexicon of Fashion                                         | 提摩西·夏勒梅、怪奇比莉、阿曼達·戈爾曼、大坂直美                                            | 安娜·溫特、Tom Ford、亞當·莫塞里                         | Instagram                                                |                             |
| 2022年5月2日         | 《在美國：時尚的選集（鍍金時代）》 In America: An Anthology of Fashion（GILDED GLAMOUR）        | 布蕾克·萊芙莉、萊恩·雷諾斯、蕾吉娜·金恩、林-曼努爾·米蘭達                                   | 安娜·溫特、Tom Ford、亞當·莫塞里                         | Instagram                                                |                             |
| 2023年5月1日         | 《卡爾·拉格斐：美麗之線》 Karl Lagerfeld: A Line of Beauty                                      | 安娜·溫特、杜娃·黎波、Michaela Coel、佩内洛普·克鲁兹、罗杰·费德勒                           | None                                                     | Chanel、Fendi、Karl Lagerfeld（品牌）、Condé Nast        | [ 15 ] [ 16 ]               |
| 2024年5月7日         | 《睡美人：時尚甦醒》 Sleeping Beauties: Reawakening Fashion                                     | 安娜·溫特, 珍妮佛·羅培茲, 千黛亞, 克里斯·漢斯沃, 壞痞兔                                     | 周受資, 喬納森·安德森                                    | TikTok, Loewe                                            | [ 17 ] [ 18 ] [ 19 ]        |
| 2025年5月5日         | 《極致風範：訂製黑人風尚》 Superfine: Tailoring Black Style                                     | 安娜·溫特, 菲瑞·威廉斯, A$AP Rocky, 路易斯·漢米爾頓, 柯爾曼·多明戈                          | 雷霸龍·詹姆斯                                            | Louis Vuitton                                            | [ 20 ] [ 21 ] [ 22 ] [ 23 ] |